# Bonneval-sur-Arc
Bonneval-sur-Arc és un municipi francès situat al departament de la Savoia i a la regió d'Alvèrnia-Roine-Alps. L'any 2007 tenia 244 habitants.

## Demografia

### Població
El 2007 la població de fet de Bonneval-sur-Arc era de 244 persones. Hi havia 102 famílies de les quals 28 eren unipersonals (16 homes vivint sols i 12 dones vivint soles), 33 parelles sense fills, 33 parelles amb fills i 8 famílies monoparentals amb fills.
La població ha evolucionat segons el següent gràfic:
Habitants censats

### Habitatges
El 2007 hi havia 537 habitatges, 105 eren l'habitatge principal de la família, 425 eren segones residències i 7 estaven desocupats. 168 eren cases i 367 eren apartaments. Dels 105 habitatges principals, 69 estaven ocupats pels seus propietaris, 19 estaven llogats i ocupats pels llogaters i 16 estaven cedits a títol gratuït; 13 tenien una cambra, 20 en tenien dues, 35 en tenien tres, 24 en tenien quatre i 12 en tenien cinc o més. 42 habitatges disposaven pel capbaix d'una plaça de pàrquing. A 52 habitatges hi havia un automòbil i a 42 n'hi havia dos o més.

### Piràmide de població
La piràmide de població per edats i sexe el 2009 era:
| Homes | Edats   | Dones |
| ----- | ------- | ----- |
| 0     | 95 o +  | 4     |
| 4     | 90 a 94 | 0     |
| 0     | 85 a 89 | 8     |
| 0     | 80 a 84 | 4     |
| 4     | 75 a 79 | 4     |
| 0     | 70 a 74 | 0     |
| 4     | 65 a 69 | 0     |
| 8     | 60 a 64 | 4     |
| 8     | 55 a 59 | 16    |
| 12    | 50 a 54 | 4     |
| 16    | 45 a 49 | 12    |
| 8     | 40 a 44 | 8     |
| 12    | 35 a 39 | 8     |
| 4     | 30 a 34 | 12    |
| 8     | 25 a 29 | 8     |
| 8     | 20 a 24 | 12    |
| 4     | 15 a 19 | 4     |
| 8     | 10 a 14 | 12    |
| 0     | 5 a 9   | 12    |
| 16    | 0 a 4   | 0     |

## Economia
El 2007 la població en edat de treballar era de 174 persones, 143 eren actives i 31 eren inactives. De les 143 persones actives 140 estaven ocupades (75 homes i 65 dones) i 2 estaven aturades (1 home i 1 dona). De les 31 persones inactives 6 estaven jubilades, 13 estaven estudiant i 12 estaven classificades com a «altres inactius».

### Ingressos
El 2009 a Bonneval-sur-Arc hi havia 98 unitats fiscals que integraven 240,5 persones, la mediana anual d'ingressos fiscals per persona era de 14.189 €.

### Activitats econòmiques
Dels 65 establiments que hi havia el 2007, 2 eren d'empreses alimentàries, 1 d'una empresa de fabricació d'altres productes industrials, 7 d'empreses de construcció, 8 d'empreses de comerç i reparació d'automòbils, 17 d'empreses d'hostatgeria i restauració, 8 d'empreses immobiliàries, 1 d'una empresa de serveis, 20 d'entitats de l'administració pública i 1 d'una empresa classificada com a «altres activitats de serveis».
Dels 12 establiments de servei als particulars que hi havia el 2009, 4 eren paletes, 1 fusteria i 7 restaurants.
Dels 8 establiments comercials que hi havia el 2009, 2 eren botiges de menys de 120 m², 1 una fleca, 1 una carnisseria, 1 una botiga d'equipament de la llar i 3 botigues de material esportiu.
L'any 2000 a Bonneval-sur-Arc hi havia 14 explotacions agrícoles que ocupaven un total de 496 hectàrees.

## Equipaments sanitaris i escolars
El 2009 hi havia una escola elemental.

## Poblacions més properes
El següent diagrama mostra les poblacions més properes.